# Juliet Sargeant
Juliet Rose Sargeant, née en septembre 1965, est une paysagiste britannique. En 2016, son jardin anti-esclavagiste The Modern Slavery Garden est le premier jardin d'une femme noire à être exposé à l'Exposition florale de Chelsea, où il remporte une médaille d'or RHS et est élu lauréat du BBC's People's Choice Awards.  

## Biographie
Elle naît en Tanzanie d'une mère anglaise et d'un père tanzanien qui s'étaient rencontrés alors qu'il étudiait le droit à Londres. Elle déménage en Angleterre à l'âge de deux ans. Après avoir grandi et fréquenté l'école à Surrey et dans le Sussex, elle obtient son diplôme de médecin à l'école de médecine du Royal Free Hospital à l'université de Londres en 1990. Au cours de ses études, elle obtient également un diplôme spécialisé de 1ère classe en psychologie dans l'intention de poursuivre une carrière en psychiatrie. Cependant, elle quitte la médecine après avoir travaillé comme médecin pendant 4 ans, retournant à l'université pour étudier la conception de jardins au Capel Manor College et à l'Université du Middlesex, obtenant son diplôme en 1997. Elle vit maintenant à Rottingdean près de Brighton et dirige une entreprise florissante de conception de jardins et la Sussex Garden School à partir de bureaux basés à Hurstpierpoint et Alfriston, tout en écrivant des livres tels que New Naturalism et en présentant des programmes de télévision tels que BBC Gardener's World et ITV's Village of the An. Elle est une membre active de la Society of Garden Designers (SDG) et a été leur présidente de 2014 à 2015 lorsque la présidente précédente a soudainement démissionné. Elle reçoit la bourse de SGD en 2017 pour ses contributions à la société. En 2018, elle est répertoriée comme l'une des 100 femmes de la BBC.

## Prix et distinctions
- 2012 : SGD Sustainability Award
- 2016 :
  - médaille d'or RHS pour The Modern Slavery Garden[3].
  - BBC's People's Choice Awards pour The Modern Slavery Garden[3]
  - GG2 Leadership Award
  - Evening Standard Top 100 People
- 2017 : SGD Hard Landscaping Award
- 2018 : 100 femmes de la BBC
- 2020 : Fellowship of the Landscape Institute